# Chauvry
Chauvry é uma comuna francesa na região administrativa da Ilha de França, no departamento do Vale do Oise. Estende-se por uma área de 5.00 km². Em 2010 a comuna tinha 303 habitantes (densidade: 60,6 hab./km²).